# Направляющие станков
Направляющие станков — узлы, предназначенные для перемещения инструмента, заготовки и связанных с ними узлов по заданной траектории с требуемой точностью.

## Классификация направляющих
В металлорежущих станках применяются направляющие скольжения, качения, гидростатические, аэростатические. В настоящее время примерно в 95 % станков используются направляющие первого и второго типа. Достаточно часто направляющие разных типов объединяют в одну конструкцию с целью сочетать их достоинства. Такие направляющие называют комбинированными. Направляющие скольжения могут быть с полужидкостной, жидкостной и газовой смазкой. При полужидкостной смазке суммируется сила взаимодействия контактирующих поверхностей деталей и сила вязкого сопротивления смазочного материала, не разделяющего полностью эти поверхности. Если смазочный материал разделяет поверхности полностью, то возникает жидкостная смазка, что имеет место в гидростатических и гидродинамических направляющих. Направляющие качения разделяют по виду тел качения на роликовые и шариковые.
В зависимости от траектории движения подвижного узла направляющие могут быть прямолинейного и кругового движения. Их делят также на горизонтальные, вертикальные и наклонные. По форме поперечного сечения наиболее распространены прямоугольные (плоские), треугольные (призматические), трапециевидные (типа Ласточкин хвост) и круглые направляющие.
Таким образом классифицировать направляющие можно следующим образом:
- Направляющие качения:
  - Роликовые направляющие модульного типа;
  - Шариковые направляющие модульного типа;
- Направляющие скольжения:
  - Гидростатические направляющие;
  - Гидродинамические направляющие;
  - Аэростатические направляющие;
  - Аэродинамические направляющие;
- Комбинированные.

## Направляющие скольжения
Непосредственный контакт сопряженных поверхностей в направляющих скольжения определяет непостоянство и большие силы сопротивления. В зависимости от нагрузки, скорости, вида смазочного материала и его количества направляющие могут работать в режимах трения без смазочного материала и с ним. Существенную разницу для этих направляющих составляют силы трения покоя по сравнению с силами трения движения; последние, в свою очередь, сильно зависят от скорости скольжения. Эта разница приводит к скачкообразному движению узлов при малых скоростях, что крайне нежелательно, особенно для современных станков с ЧПУ. Значительное трение вызывает изнашивание и, следовательно, снижает долговечность направляющих.
Для уменьшения недостатков направляющих с полужидкостной смазкой внедряют специальные антискачковые масла, применяют накладки из антифрикционных материалов.
Достоинства направляющих с полужидкостной смазкой - высокая контактная жесткость и хорошие демпфирующие свойства. Кроме того, они обеспечивают надежную фиксацию подвижного узла станка после его перемещения в заданную позицию.

### Гидростатические направляющие
Гидростатические направляющие более широко распространены в металлорежущих станках. Они обеспечивают жидкостную смазку при любых скоростях скольжения, а значит, и равномерность, и высокую чувствительность точных исполнительных движений. Недостатком гидростатических направляющих является сложность системы смазывания и необходимость специальных устройств для фиксации перемещаемого узла в заданной позиции.
По характеру восприятия нагрузки гидростатические направляющие делятся на открытые и замкнутые. Открытые направляющие предназначены для восприятия прижимающих нагрузок, а замкнутые (они же закрытые) могут воспринимать, кроме того, и значительные опрокидывающие моменты.
Гидростатические направляющие имеют карманы, в которые под давлением подается масло. Вытекая наружу через зазор оно создает масляную подушку по всей площади контакта. При этом толщину масляного слоя можно регулировать - это позволяет повысить жесткость открытых(незамкнутых) гидростатических опор.

### Гидродинамические направляющие
Гидродинамические направляющие отличаются простотой конструкции, хорошо работают лишь при достаточно больших скоростях скольжения, которым соответствуют скорости главного движения (в продольно-строгальных, карусельных станках). Гидродинамический эффект, т. е. эффект всплывания подвижного узла, создается пологими клиновыми скосами между смазочными канавками, выполненными на рабочей поверхности направляющих. В образованные таким образом сужающиеся зазоры при движении затягивается смазочный материал, и обеспечивается разделение трущихся поверхностей слоем жидкости. Для различных скоростей скольжения и нагрузки существуют свои оптимальные геометрические параметры клинового скоса.
Серьёзным недостатком гидродинамических направляющих является нарушение жидкостной смазки в периоды разгона и торможения подвижного узла.

### Аэростатические направляющие
Разделения трущихся поверхностей в аэростатических направляющих добиваются подачей в карманы воздуха под давлением. В результате между сопряженными поверхностями направляющих образуется воздушная подушка. По конструкции аэростатические направляющие напоминают гидростатические. Рабочую поверхность делят на несколько секций, в которых располагаются карманы. Подвод и распределение воздуха к каждой секции независимые.
Недостатки аэростатических опор и направляющих, по сравнению с гидростатическими, заключаются в малой нагрузочной способности, невысоком демпфировании колебаний, так как вязкость воздуха на четыре порядка меньше вязкости масла, низкими динамическими характеристиками, склонностью к отказам из-за засорения магистралей и рабочего зазора. Динамические характеристики можно улучшить, применяя аэростатические направляющие закрытого типа, а поднять нагрузочную способность за счет автономной системы питания от отдельного компрессора.
Преимущества аэростатических направляющих состоят в том, что они при движении обеспечивают низкий коэффициент трения, а при отключении подачи воздуха очень быстро создается контакт поверхностей с большим трением, обеспечивающим достаточную жесткость фиксации узла станка в заданной позиции. Отпадает необходимость в фиксирующих устройствах, в которых нуждаются гидростатические направляющие.

## Направляющие качения
Направляющие качения имеют хорошие характеристики трения, равномерность и плавность движения, точность установочных перемещений и длительно сохраняют точность; в них малое тепловыделение, их просто смазывать. Направляющие качения более просты и экономичны в использовании, обладают более высокой динамикой, жесткостью восприятия нагрузок, менее энергозатратны, лучше воспринимают нагрузки (и статические и динамические), обеспечивают плавность хода, уступая гидростатическим направляющим лишь по демпфирующим свойствам.

## См.также
- Ласточкин хвост